# Оуквілл (Коннектикут)
Оуквілл (англ. Oakville) — переписна місцевість (CDP) в США, в окрузі Лічфілд штату Коннектикут. Населення — 9504 особи (2020).

## Географія
Оуквілл розташований за координатами 41°35′32″ пн. ш. 73°5′7″ зх. д. / 41.59222° пн. ш. 73.08528° зх. д. (41.592337, -73.085216).  За даними Бюро перепису населення США в 2010 році переписна місцевість мала площу 8,50 км², з яких 8,41 км² — суходіл та 0,09 км² — водойми.

## Демографія
Згідно з переписом 2010 року, у переписній місцевості мешкало 9047 осіб у 3558 домогосподарствах у складі 2459 родин. Густота населення становила 1064 особи/км².  Було 3754 помешкання (442/км²).
Расовий склад населення:
| - 93,1 % — білих - 1,9 % — чорних або афроамериканців - 1,8 % — азіатів - 0,3 % — корінних американців - 1,4 % — осіб інших рас |

До двох чи більше рас належало 1,5 %. Частка іспаномовних становила 4,9 % від усіх жителів.
За віковим діапазоном населення розподілялося таким чином: 21,3 % — особи молодші 18 років, 62,0 % — особи у віці 18—64 років, 16,7 % — особи у віці 65 років та старші. Медіана віку мешканця становила 42,8 року. На 100 осіб жіночої статі у переписній місцевості припадало 93,9 чоловіків;  на 100 жінок у віці від 18 років та старших — 89,6 чоловіків також старших 18 років.
Середній дохід на одне домашнє господарство  становив 77 844 долари США (медіана — 66 863), а середній дохід на одну сім'ю — 86 430 доларів (медіана — 73 667). Медіана доходів становила 54 624 долари для чоловіків та 50 355 доларів для жінок. За межею бідності перебувало 5,2 % осіб, у тому числі 2,9 % дітей у віці до 18 років та 11,3 % осіб у віці 65 років та старших.
Цивільне працевлаштоване населення становило 4471 особа. Основні галузі зайнятості: освіта, охорона здоров'я та соціальна допомога — 29,8 %, виробництво — 13,8 %, роздрібна торгівля — 13,7 %.